# كيث أرمسترونغ
كيث أرمسترونغ (بالفنلندية: Keith Armstrong)‏ (11 أكتوبر 1957 في المملكة المتحدة - ) هو مدرب كرة قدم ولاعب كرة قدم فنلندي في مركز جناح ‏. لعب مع سكونثورب يونايتد وكوكولان بالوفيكوت ونادي روفانييمن بالوسورا ونادي سندرلاند ونادي كوسيسي ونادي ماريهامن ونيوبورت كونتي وTP-Seinäjoki ‏ وKoparit ‏ وOulun Palloseura (football) ‏ وPalloseura Kemi Kings ‏ وVasa IFK ‏.
وُلد أرمسترونغ في إنجلترا ، وحصل على الجنسية الفنلندية في أوائل التسعينيات ، وتمتع بمهنة تدريبية طويلة وناجحة في فنلندا مع روفانيمن بالوسيورا ، تي بي سيناجوكي ، إف سي هاكا ومؤخراً HJK هلسنكي كما يعد كيث أحد أنجح مديري كرة القدم في الدوري الفنلندي ، حيث فاز بخمس بطولات Veikkausliiga وكأسين فنلنديين وجائزتي مدير العام.

## وصلات خارجية
- كيث أرمسترونغ على موقع قاعدة بيانات كرة القدم.إي يو (الإنجليزية)
- كيث أرمسترونغ على موقع Soccerway.com (الإنجليزية)
- كيث أرمسترونغ على موقع عالم كرة القدم.نت (الإنجليزية)